# Bandh Darwaza
Bandh Darwaza er en indisk film fra 1990 af Shyam Ramsay og Tulsi Ramsay.

## Medvirkende
- Manjeet Kullar som Sapna
- Hashmat Khan som Kumar
- Kunika som Kamya
- Aruna Irani som dayan Mahua
- Anita Sareen som Bhanu
- Vijayendra Ghatge som Thakur Pratap Singh
- Raza Murad som Shaitan Pujari
- Anirudh Agarwal som Nevla